# سازمان اجرایی عملیات ویژه
سازمان اجرایی عملیات ویژه (انگلیسی: Special Operations Executive) یا به اختصار «SOE»، یک سازمان مخفی بریتانیایی در دوران جنگ جهانی دوم بود که در ۲۲ ژوئیه ۱۹۴۰ با ادغام سه سازمان مخفی موجود، راه‌اندازی شد. هدف این سازمان، طراحی و اجرای عملیات شناسایی، جاسوسی و خرابکاری علیه نیروهای محور در اروپای تحت اشغال آلمان نازی (و بعدها در آسیای جنوب‌شرقی تحتِ اشغال) و همچنین کمک به جنبش‌های مقاومت در جنگ جهانی دوم بود.
افراد انگشت‌شماری از وجود این سازمان مخفی، مطلع بودند. افرادی که برای این سازمان کار کردند یا به‌نحوی با آن همکاری داشتند، به‌نام «چریک‌های خیابان بیکر» شناخته می‌شدند که اشاره به مقر مرکزی آنها در لندن داشت. برخی نیز به آنان «ارتش سری چرچیل» می‌گفتند. این سازمان و زیرشاخه‌های آن را به دلایل امنیتی، مخفی نگه داشته بودند. SOE در تمام مناطقی که توسط نیروهای محور اشغال شده یا مورد حمله قرار گرفته بودند، عملیات داشت، به جز مواردی که خطوط مرزی با متحدان اصلی بریتانیا (ایالات متحده آمریکا و اتحاد جماهیر شوروی سوسیالیستی) توافق شده بود. این سازمان همچنین در مواردی، در قلمروهای بی‌طرف یا کشورهایی که احتمال حمله و اشغال توسط نیروهای محور را داشتند، برنامه‌ریزی‌ها و تدارکاتی را انجام می‌داد. این سازمان به‌طور مستقیم بیش از ۱۳۰۰۰ نفر را استخدام یا هدایت می‌کرد که حدود ۳۲۰۰ نفر از آنها زن بودند.
سازمان اجرایی عملیات ویژه، پس از جنگ به‌طور رسمی در ۱۵ ژانویهٔ ۱۹۴۸ منحل شد. یک یادبود رسمی بر روی دیواری در رواق غربی کلیسای وست‌مینستر در ۱۳ فوریهٔ ۱۹۹۶ میلادی، توسط الیزابت، شهبانوی مادر برای آنانی که با این سازمان همکاری داشتند، برپا شد. در اکتبر ۲۰۰۹ نیز، یادمانی دیگر برای کارکنان این سازمان در ساحل رودخانهٔ تیمز در مجاورت کاخ کاخ لمبت بنا شد.